# Ralf Hütter
Ralf Hütter (Krefeld, 20 augustus 1946) is een Duitse zanger, keyboardist en met Florian Schneider-Esleben oprichter van Kraftwerk. Sinds 2009 is hij het enige originele lid van de groep.

## Biografie
Hütter (soms ook: Hutter) wordt in 1946 geboren in Krefeld. Over zijn jeugd is weinig bekend. Volgens sommigen was zijn vader arts., volgens anderen textielkoopman: "Ralfs vader was een textielkoopman in Krefeld en volgens mij tamelijk rijk," aldus mede-student Eberhard Kranemann.
Hij volgt zijn middelbare opleiding in zijn geboortestad aan het Moltke Gymnasium en het Fichte-Gymnasium, waar hij in 1965 toetreedt tot de residerende scholierenband The Quartermasters. Na zijn gymnasiumdiploma gehaald te hebben, volgt hij lessen architectuur aan de Akademie Remscheid für Kulturellen Bildung in Küppelstein. Daarna gaat Hütter muziek studeren aan conservatorium Robert-Schumann-Hochschule Düsseldorf waar hij tijdens improvisatiecursussen Florian Schneider-Esleben ontmoet. Eind 1970 rondt hij een architectuurstudie aan de RWTH Aachen Universität in Aken af, waarvoor hij enige maanden Kraftwerk verlaat.
Hij beschrijft zijn muzikale interesse als 'afkomstig van een bourgeoisachtige achtergrond' met piano- en fluitlessen en muziekcursussen. Hütters muzikale smaak is gebaseerd op filmmuziek, klassieke muziek, Duitse elektronische muziek - onder meer van componist Karlheinz Stockhausen en Oskar Sala meer dan van popmuziek. "De gitaar heeft nooit een rol gespeeld in ons muzikale concept."
Met Kraftwerk zet Hütter zich af tegen de Angelsaksische overheersing van popmuziek, net als generatiegenoten als Can, Neu! en Faust. Hütter zet met Schneider de ontwikkeling van muziek als 'gesamtkunstwerk' door, waarbij niet alleen muziek, maar ook imago, ontwerp en live-optredens deel uitmaken van een concept. "Al in de late jaren zestig maakten we beelden bij onze eigen muziek. Foto's, tekeningen, dia's. We noemden dat 'kling klang Bilder'. Later kwamen daar 16 mm films bij. Alle beelden die we in de loop der jaren gemaakt hebben, zijn de afgelopen jaren omgezet naar de digitale omgeving, waardoor we er op allerlei manieren mee kunnen werken."
"Het hoort onlosmakelijk bij elkaar. Het Duitse woord dat ik graag gebruik voor onze muziek is 'Gesamtkunstwerk', totaalkunst. Natuurlijk kun je je ogen sluiten en alleen naar de muziek luisteren, maar wij geven je in principe de beelden die wij er zelf bij hebben."
Vanaf 1965 speelt hij verschillende instrumenten, waaronder orgel in scholierenband The Quartermasters, die covers speelt van Spotnik, The Shadows, The Beatles, The Rolling Stones. Hütter stapt over naar coverband The Phantoms die in januari 1967 in het voorprogramma speelt van The Kinks als deze in Krefeld spelen. In februari van dat jaar wordt de band tweede in de Noordrijn-Westfaalse 'Beatmeisterschaft'. De band gaat daarna bluescovers spelen en verandert zijn naam in achtereenvolgens Ramba Zamba Bluesband en, in 1968, Bluesology.
In 1968 stapt Hütter uit de band en richt hij onder meer met medestudent Schneider 'Organisation' (zur Verwirklichung gemeinsamer musikalischer Konzepte) op, een 'studentenband met open structuren'. Hütter speelt er toetsen, Schneider dwarsfluit.. Over de ontmoeting zegt Hütter in 1976: "We waren einzelgängers, alleengaanden. Mister Kling en Mister Klang."
In januari 1969 speelt het uit zes leden bestaande Organisation, dat zich laat beïnvloeden door Pink Floyd en Tangerine Dream op in Jazzkeller in Krefeld. 'Organisation' brengt een album uit bij RCA, Tone Float dat ook internationaal wordt gedistribueerd.
In maart 1970, na het vertrek van aan aantal bandleden en het toetreden van drummer Klaus Dinger en Andreas Hohmann, wordt de groep omgedoopt in Kraftwerk. De vier nemen in september 1970 bij het platenlabel van Philips hun eerste - titelloze - album op, waarvan ruim vijftigduizend exemplaren worden verkocht. Het nummer Ruck-zuck dat in progressieve discotheken in Duitsland een culthit wordt verwerft enige faam als openingstune van het Duitse tv-programma Kennzeichen D
Zonder Hütter, die zijn architectuurstudie afrondt, maar met Eberhard Kranemann (bas, cello), Michael Rother (gitaar) en Dinger doet Kratftwerk zijn eerste tv-optreden, in het programma Beat Club. Rother en Dinger vertrekken als Hütter terugkeert. Getweeën maken ze in de nazomer van 1971 in zeven dagen het eveneens titelloze tweede album van Kraftwerk, waarvan in Duitsland zestigduizend exemplaren worden verkocht.
Na het album Autobahn in 1974 speelt Hütter uitsluitend nog keyboards en elektronische instrumenten. "Ik speel meestal toetsenborden en plastic knoppen, slechts witte of zwarte tonen. Het gaat bijna automatisch, relaxt en gemakkelijk. De muziek is als een gave die door mijn vingers stroomt." Daarnaast neemt Hütter alle zang voor zijn rekening, alhoewel zijn stem vaak zwaar vervormd wordt door vocoders die door Schneider zijn ontworpen.

## Wielrennen
Hütter is een fervent wielrijder die in zijn hoogtijdagen tochten van 200 kilometer maakt, etappes uit zowel de Tour de France als de Giro d'Italia nafietst maar zijn totaalafstand inmiddels schat op "enkele duizenden kilometers per jaar". Tijdens concerten in New York oefent hij dagelijks in Central Park.
"Eerst was er het enthousiasme,"zegt Hütter in 2009. "Het begon in de late jaren zeventig, toen we aan het The Man-Machine album werkten. Zo zagen we fietsen - de man in eenheid met de machine. De Tour de France is meer een soort van poëzie, een idee voor ons. Als een mobiel orkest dat door het land loopt."'Tijdens de Man-Machinetour in 1981 neemt de band fietsen mee op tour, waarbij de leden zich op 160 kilometer van de volgende concertstad laten afzetten om de rest van de route per fiets af te leggen.
In 1983 heeft Hütter een zwaar wielerongeluk. Fietsend met een vaste groep wielrenners (Radsportgruppe Schneider) komt hij op een stuwdam in het Rijnland in aanraking met een medewielrenner. Hij loopt daarbij een schedelbasisfractuur op en ligt enige tijd in coma.
Volgens toenmalig Kraftwerklid Karl Bartos was het eerste wat hij vroeg toen hij uit zijn coma ontwaakte: "Waar is mijn fiets?", een uitspraak die Hütter altijd heeft ontkend. Het ongeluk vindt plaats tijdens opnamen voor het Kraftwerkalbum Techno Pop waarvoor op dat moment nog maar drie nummers gereed zijn. Door het wegvallen van Hütter wordt het album afgeblazen.
Enkele nummers verschijnen in 1986 op Electric Café of, in 1983, op de Kraftwerk-EP Tour de France waar bij het titelnummer geluiden van zwaar ademende wielrenners en derailleurs te horen is. De single wordt in verschillende landen een kleine hit. De muziek wordt jarenlang gebruikt als tune voor het Franse Tour de France-journaal.
Hütter spreekt in 2009 de ernst van het fietsongeluk of de gevolgen die het zou hebben gehad voor het Techno Pop-album, tegen.: "Er is veel onzin over verteld. Ik lag drie, vier dagen in het ziekenhuis, dat was het. Ik werd geopereerd, kreeg een nieuw hoofd en dat was prima. Het was een erg normaal ongeluk. Ik was mijn helm vergeten."
In 2003 brengt Kraftwerk het album Tour de France Soundtracks en de single Aerodynamik uit, dat geheel is geïnspireerd door de Franse wielerronde en wielrennen. Het nummer Elektro Kardiogramm is gebaseerd op Hütters hartslag tijdens trainingen: "We namen mijn hartslag en pasten het aan naar beats per minute en een soort drumbeat.
Volgens Hütter zijn er veel overeenkomsten tussen muziekmaken en wielrennen: "snelheid, balans, een zekere vrijheid van geest, in vorm blijven, technologische en technische perfectie, aerodynamica. De fiets is op zich al een muzikaal instrument; het geluid van de fietsketting, de pedalen en de versnellingsmechanisme, het ademen van de wielrenner. We hebben het allemaal verwerkt in het Kraftwerkgeluid. Cycling is Man-Machine, dynamica, altijd vooruit gaan, nooit stoppen. Wie stopt valt om."
In 2015 kondigt Kraftwerk drie optredens aan in de Rondazaal van TivoliVredenburg rond de Grand Départ van de Tour de France, begin juli 2015 in Utrecht.

## Privéleven
Hütter woont begin jaren zeventig enige tijd in hartje Düsseldorf, aan de Berger Allee 9, een woning die hij overdoet aan huisontwerper Emile Schult waar later eerst bandlid Wolfgang Flür bij intrekt en daarna, in een aanpalend appartement Karl Bartos. Hütter woont in de jaren tachtig in het nabijgelegen Krefeld . mogelijk in zijn voormalig ouderlijk huis.
Over zijn burgerlijke status is niets bekend. Soms wordt gemeld dat hij vegetariër dan wel linkshandig zou zijn. En: "Ik word gemakkelijk zeeziek en ik ben bang voor water," zegt hij in 2009 als hem gevraagd wordt waarom Kraftwerk nooit een album heeft gemaakt over scheepvaart.
Volgens oud Kraftwerklid Flür vieren de bandleden na de successen in de jaren zeventig een uitbundige leven in de uitgaanswereld van Düsseldorf, waaruit later het nummer The Model zou zijn voortgekomen. Hütter bevestigt in 2012 nog steeds uit te gaan.
Flür, de enige die regelmatig over het privéleven van de band en zijn leden naar buiten treedt en die in 2000 tijdens een door Hütter en Schneider aangespannen rechtszaak door de Duitse rechter gedwongen een groot aantal onwaarheden over Kraftwerk in zijn biografie te rectificeren, noemt Hütter afstandelijk, zelfs een 'dictator' met een gebrek aan empathie die zijn muzikale wil oplegt aan anderen.
"Hütter heeft Kraftwerk geleid als een kapitalistisch bedrijf, met hemzelf als president en Florian (Schneider) als vice-president." En: "Ik kan me voorstellen waarom Florian Schneider vaarwel heeft gezegd tegen de bondage en het dictatorschap van zijn oorspronkelijke partner," staat in een aan Flür toegeschreven recensie van een Kraftwerkconcert in 2013.."Hij is ontsnapt aan het Kraftwerk-stigma - net als ik."
Flür en Bartos dragen later Hütters 'obsessie' voor wielrennen aan voor de afnemende productiviteit van Kraftwerk in de jaren tachtig, die uiteindelijk zal leiden tot hun beider vertrek in respectievelijk 1990 en 1987. "Elke dag kwamen we bij elkaar voor het diner," aldus Bartos, "en dan vertelde Ralf weer dat hij die dag tweehonderd kilometer had gefietst. Ik verveelde me dood."
Hütter erkent geen contact meer te hebben met oud-bandleden, alhoewel Flür in zijn biografie nog meldt hem in 1993, zeven jaar na zijn vertrek bij Kraftwerk, uitgebreid gesproken te hebben. "De contacten zijn verbroken, meer dan twintig jaar geleden," zegt Hutter in 2012. In 2010 zegt hij ook geen contact meer te hebben met mede-oprichter Florian Schneider. "Omdat het zo lang geleden is, neig ik ernaar dat te vergeten. We kijken meer vooruit. Het is zo lang geleden dat hij is gestopt voor ons te werken. Wat kan ik er over zeggen?" Omstanders zien de twee half 2011 echter amicaal met elkaar praten bij de opening van een galerie in Düsseldorf, waar Schneider op zijn fiets komt voorrijden en Hütter het aanbod voor een toespraak afslaat.
Anderen noemen Hütter (en Schneiders) verlegenheid. "Ik heb altijd genoten van hun vertederende bescheidenheid," aldus galeriehouder en huisvriend Hans Mayer. "Ralf was cool, maar hij sprak niet veel," aldus Eberhard Kranemann die met Hütter in Organisation speelde. "Hij hield zichzelf voor zichzelf. Dat was oké, maar hij hield er niet van om over zichzelf te spreken."